# Клермонт (Джорджія)
Клермонт (англ. Clermont) — місто (англ. town) в США, в окрузі Голл штату Джорджія. Населення — 1021 особа (2020).

## Географія
Клермонт розташований за координатами 34°28′48″ пн. ш. 83°46′13″ зх. д. / 34.48000° пн. ш. 83.77028° зх. д. (34.480138, -83.770407).  За даними Бюро перепису населення США в 2010 році місто мало площу 7,73 км², з яких 7,69 км² — суходіл та 0,04 км² — водойми.

## Демографія
Згідно з переписом 2010 року, у місті мешкало 875 осіб у 315 домогосподарствах у складі 253 родин. Густота населення становила 113 особи/км².  Було 363 помешкання (47/км²).
Расовий склад населення:
| - 96,6 % — білих - 0,7 % — чорних або афроамериканців - 0,5 % — вихідців з тихоокеанських островів - 0,2 % — корінних американців - 1,1 % — осіб інших рас |

До двох чи більше рас належало 0,9 %. Частка іспаномовних становила 2,1 % від усіх жителів.
За віковим діапазоном населення розподілялося таким чином: 26,9 % — особи молодші 18 років, 58,7 % — особи у віці 18—64 років, 14,4 % — особи у віці 65 років та старші. Медіана віку мешканця становила 39,1 року. На 100 осіб жіночої статі у місті припадало 98,9 чоловіків;  на 100 жінок у віці від 18 років та старших — 93,9 чоловіків також старших 18 років.
Середній дохід на одне домашнє господарство  становив 70 079 доларів США (медіана — 62 000), а середній дохід на одну сім'ю — 78 627 доларів (медіана — 72 667). Медіана доходів становила 40 433 долари для чоловіків та 33 250 доларів для жінок. За межею бідності перебувало 4,7 % осіб, у тому числі 1,2 % дітей у віці до 18 років та 5,3 % осіб у віці 65 років та старших.
Цивільне працевлаштоване населення становило 575 осіб. Основні галузі зайнятості: освіта, охорона здоров'я та соціальна допомога — 14,4 %, виробництво — 13,6 %, роздрібна торгівля — 12,5 %.